# Fernando Vendrell

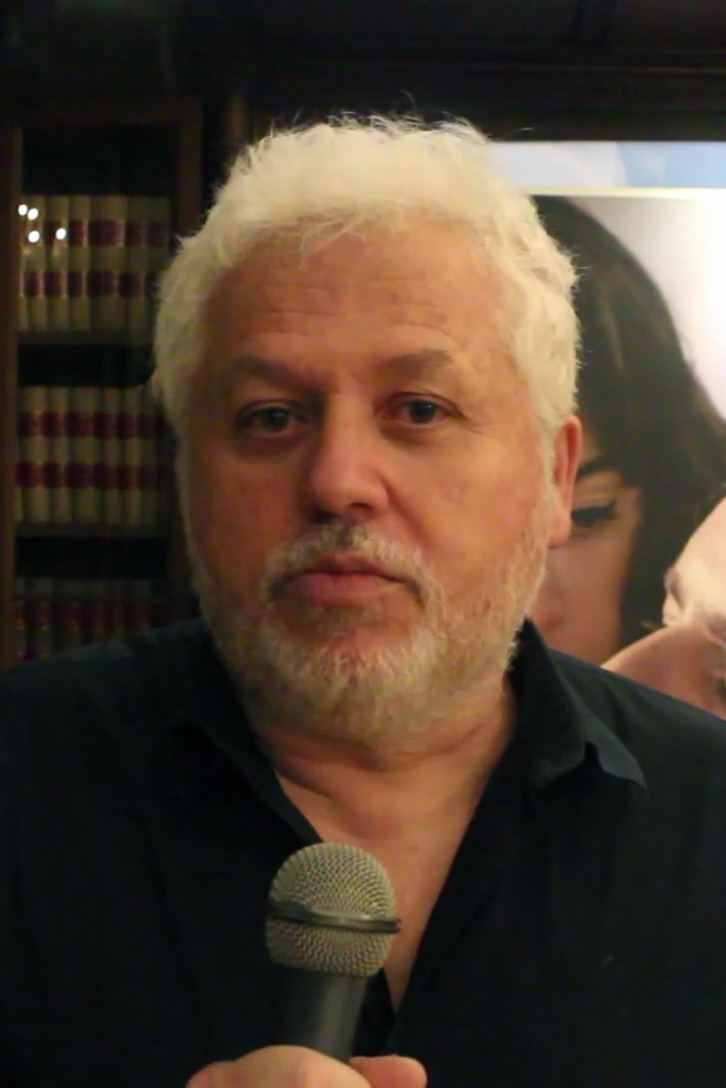
Fernando Vendrell (März 2018)

Fernando Vieira Lisboa Vendrell Henriques (* 28. Oktober 1962 in Lissabon) ist ein portugiesischer Filmregisseur und -produzent.

## Leben
Er studierte Landwirtschaft und Psychologie, bevor er ein Studium an der ESTC (Escola Superior de Teatro e Cinema) begann, das er 1985 abschloss. Er war in der Folge Regieassistent u. a. für Manoel de Oliveira, Margarida Gil, João Canijo, José Fonseca e Costa, Eduardo Geada und Manuel Mozos. Für die Produktionsfirma Animatógrafo von António da Cunha Telles produzierte er verschiedene Filme, und arbeitete für ausländische Produktionen in Portugal.
1992 gründete er mit Luís Alvarães die Produktionsfirma "David & Golias", für die er 1998 seinen ersten Film drehte, und die zwischen 1996 und 1999 eine Reihe Theaterproduktionen für das Fernsehen lieferte.
Es sind besonders seine afrikanischen Filme, die ihn bekannt machten. Sein Debüt Fintar o Destino (dt. etwa: Das Schicksal umdribbeln) von 1998 ist die auf einer wahren Begebenheit beruhenden Geschichte eines Fußballspielers auf den fußballbegeisterten Kapverden, der es als Erwachsener bedauert, als junger Mann das Angebot ausgeschlagen zu haben, Profispieler bei Benfica Lissabon zu werden, und deswegen schließlich nach Lissabon reist. Der Film wurde in der Sektion Panorama der Berlinale 1998 hervorgehoben und erlangte die Aufmerksamkeit der internationalen Kritik. Auch sein Film O Gotejar da Luz (dt.: Das Tröpfeln des Lichtes), nach der gleichnamigen Erzählung von Teodomiro Leite de Vasconcelos, spielt in Afrika (Mosambik). Vendrell arbeitete auch am Drehbuch für den preisgekrönten angolanisch-portugiesischen Film O Herói (dt.: Der Held) mit, den er auch produzierte, und Angola spielt auch in seinem eigenen Film Pele (dt.: Haut) 2006 eine wichtige Rolle.

## Filmografie

### Regisseur
- 1998: Fintar o Destino
- 1999: Aniversário no Banco (TV)
- 2000: Almirante Reis
- 2002: O Gotejar da Luz
- 2002: Jogo da Glória (TV)
- 2003: As Minhas Férias
- 2003: 14 de Fevereiro (a 1 de Abril)
- 2006: Bocage TV-Mehrteiler
- 2006: Pele
- 2008: O Dia do Regicídio TV-Mehrteiler
- 2018: Aparição
- 2018–2019: Três Mulheres TV-Serie

### Produzent
- 1995: Vagues de sang
- 1998: Fintar o Destino
- 1999: Não Há-de Ser Nada (TV)
- 2000: Almirante Reis
- 2003: As Minhas Férias
- 2003: 14 de Fevereiro (a 1 de Abril)
- 2004: O Herói
- 2005: Portalinho
- 2006: Bocage TV-Mehrteiler
- 2006: Janelas Verdes
- 2006: Pele
- 2007: Procura-se Amigo
- 2007: O Agente de Filipe II
- 2008: O Dia do Regicídio TV-Mehrteiler
- 2009: Bom Dia, África
- 2009: L'arc-en-ciel (TV)
- 2010: Noite Sangrenta (TV)
- 2011: A Divisão Social do Trabalho - Adam Smith
- 2011: Éden
- 2012: O Grande Kilapy
- 2012: Em Segunda Mão
- 2013: Bobô
- 2013: Cigano (Kurzfilm)
- 2013: Surrender TV-Mehrteiler
- 2015: Estive em Lisboa e Lembrei de Você (Ko-Produzent)
- 2015: Estrada de Nada (Kurzfilm)
- 2018: Aparição (auch Regie)
- 2018–2019: Três Mulheres TV-Serie (auch Regie)
- 2019: Variações
- 2019: Infância, Adolescência, Juventude Dokumentarfilm
- 2020: Nheengatu Dokumentarfilm